# شانيل تيريرو
شانيل تيريرو (مواليد 28 يوليو 1991) هي مغنية كوبية - إسبانية مثلت إسبانيا في مسابقة الأغنية الأوروبية لعام 2022.

## روابط خارجية
- شانيل تيريرو على موقع IMDb (الإنجليزية)
- شانيل تيريرو على موقع روتن توميتوز (الإنجليزية)
- شانيل تيريرو على موقع ميوزك برينز (الإنجليزية)
- شانيل تيريرو على موقع ديسكوغز (الإنجليزية)
- شانيل تيريرو على موقع قاعدة بيانات الفيلم (الإنجليزية)